# Ectecephala hirta
Ectecephala hirta är en tvåvingeart som först beskrevs av Oswald Duda 1930.  Ectecephala hirta ingår i släktet Ectecephala och familjen fritflugor. Inga underarter finns listade i Catalogue of Life.